# Натаніель Лорд Бріттон
Натаніель Лорд Бріттон (англ. Nathaniel Lord Britton; 15 січня 1859, Нью-Дорп, Стейтен-Айленд, Нью-Йорк — 26 червня 1934, Нью-Йорк) — ботанік і систематик, дослідник флори Карибського басейну США. Професор Колумбійського університету. Засновник і перший директор Ботанічного саду Нью-Йорка (англ. New York Botanical Garden) в Бронксі. Активний учасник найстарішого ботанічного товариства в США «Torrey Botanical Society».

## Наукова діяльність
З ініціативи та за підтримки Карнегського інституту (Вашингтон), Натаніель Лорд Бріттон та Джозеф Нельсон Роуз провели ревізію родини кактусових. За період з 1919 по 1923 роки вони видають чотири томи з лаконічною назвою «Кактусові» («англ. The Cactaceae»), перевершивши тим самим книги Шумана. Автори не лише описали багато нових видів, більша частина яких була знайдена в Південній Америці, а й переглянули систематику кактусів.
Запропонована ними система, побудована на схожості одиничних ознак, складалася з 124 родів, що об'єднували 1 235 видів. Ця праця зробила величезний вплив на подальші публікації з кактусів і сприяла їх популяризації в самих США. Бріттон і Роуз пробудили величезний інтерес до кактусів Південної Америки, дослідження яких майже повністю припинилося до середини XIX століття. Уже через п'ять років, в січні 1929 року створюється «Американське Товариство любителів кактусів та інших сукулентів» («англ. Cactus and Succulent Society of America»).
Також видав дуже впливову працю з флори Пуерто-Рико.

## Родина
З 1885 року був у шлюбі з Елізабет Гертрудою Бріттон (до шлюбу Найт; 1858—1934), відомою ботаніком, авторкою близько 170 робіт з бріології, а також  ілюстраторкою, художницею, дизайнеркою та колекціонеркою. Натаніель Лорд Бріттон лише на 4 місяці пережив свою дружину.

## Рослини, описані Бріттоном та Бріттоном і Роузом
| - Carnegiea - Dendrocereus - Denmoza - Espostoa - Frailea - Harrisia - Mila - Pereskiopsis - Quiabentia - Selenicereus (A.Berger) - Tacinga - Thelocactus (K.Schum.) - Armatocereus cartwrightianus (Britton & Rose) Backeb. ex A.W.Hill - Astrophytum capricorne (A.Dietr.) - Carnegiea gigantea (Engelm.) - Chamaecereus silvestrii (Speg.) - Cleistocactus sepium v. morleyanus (Britton & Rose) Madsen - Dendrocereus nudiflorus (Engelm. ex Sauvalle) - Dendrocereus undulosus (DC.) - Denmoza rhodacantha (Salm-Dyck) - Espostoa lanata (Kunth) - Ferocactus latispinus (Haw.) | - Harrisia divaricata (Lam.) Britton - Harrisia nashii Britton - Hatiora salicornioides (Haw.) ex L.H.Bailey - Leptocereus weingartianus (Hartmann in Dams) - Mila caespitosa - Pachycereus marginatus (DC.) - Pachycereus pringlei (S.Watson) - Pereskia humboldtii - Pereskiopsis diguetii (F.A.C.Weber) - Pterocactus fischeri - Pterocactus hickenii - Pterocactus tuberosus (Pfeiff.) - Quiabentia zehntneri - Rebutia deminuta (F.A.C.Weber) - Rebutia fiebrigii (Gürke) - Rebutia pygmaea (R.E.Fr.) - Selenicereus grandiflorus (L.) - Strombocactus disciformis (DC.) - Tacinga funalis ssp. funalis - Thelocactus hexaedrophorus (Lem.) - Thelocactus leucacanthus (Zucc.) - Thelocactus leucacanthus ssp. leucacanthus (Zucc.) - Thelocactus tulensis (Poselg.) - Thelocactus tulensis ssp. tulensis (Poselg.) |

## Вшанування пам'яті
На честь Бріттона названа Monvillea brittoniana.

## Праці Бріттона онлайн
- A preliminary catalogue of the flora of New Jersey (1881) Et al.
- An illustrated flora of the northern United States, Canada and the British possessions from Newfoundland to the parallel of the southern boundary of Virginia, and from the Atlantic ocean westward to the 102d meridian 3 volumes. (1896–98) With Addison Brown.
- Contributions to the botany of the Yukon Territory (1901) Et al.
- Manual of the flora of the northern states and Canada (1901)
- The sedges of Jamaica (1907)
- Studies in West Indian plants (1908–26)
- Rhipsalis in the West Indies (1909)
- An illustrated flora of the northern United States, Canada and the British possessions (Vol. 1-3, 1913) With Addison Brown.
- The vegetation of Mona Island (1915)
- Flora of Bermuda (1918)
- The flora of the American Virgin Islands (1918)
- Descriptions of Cuban plants new to science (1920)
- The Bahama flora (1920) With Charles Frederick Millspaugh.
- Neoabbottia, a new cactus genus from Hispaniola (1921)